# Tidaholms landsfiskalsdistrikt
Tidaholms landsfiskalsdistrikt var 1918–1964 ett landsfiskalsdistrikt i Skaraborgs län, bildat när Sveriges indelning i landsfiskalsdistrikt trädde i kraft den 1 januari 1918, enligt beslut den 7 september 1917. Den 1 januari 1965 avskaffades i Sverige samtliga landsfiskaler och landsfiskalsdistrikt, och deras arbetsuppgifter delades upp på de nyskapade indelningarna polisdistrikt, åklagardistrikt och kronofogdedistrikt.
Landsfiskalsdistriktet låg under länsstyrelsen i Skaraborgs län.

## Ingående områden
När Sveriges nya indelning i landsfiskalsdistrikt trädde i kraft den 1 oktober 1941 (enligt kungörelsen den 28 juni 1941) införlivades kommunerna  Hömb, Kungslena och Varv från det upphörda Dimbo landsfiskalsdistrikt, samtidigt som Tidaholms stad uteslöts ur landsfiskalsdistriktet för att själv sköta polis, åklagar- och utsökningsverksamhet. Regeringen anförde i kungörelsen att den ville i framtiden besluta om stadens återförenande med landsfiskalsdistriktet. Från den 1 oktober 1942 (enligt beslut 18 september 1942) tillhörde staden åter landsfiskalsdistriktet. När Sveriges nya indelning i landsfiskalsdistrikt trädde i kraft den 1 januari 1952 (enligt kungörelsen 1 juni 1951) ändrades distriktets indelning genom både kommunreformen 1952 samt införlivande av områden från det upplösta Slättängs landsfiskalsdistrikt.

### Från 1918
- Tidaholms stad

Vartofta härad:
- Acklinga landskommun
- Agnetorps landskommun
- Baltaks landskommun
- Brandstorps landskommun
- Daretorps landskommun
- Fridene landskommun
- Fröjereds landskommun
- Korsberga landskommun
- Velinga landskommun

### Från 1 oktober 1941
Vartofta härad:
- Acklinga landskommun
- Agnetorps landskommun
- Baltaks landskommun
- Brandstorps landskommun
- Daretorps landskommun
- Fridene landskommun
- Fröjereds landskommun
- Hömbs landskommun
- Korsberga landskommun
- Kungslena landskommun
- Varvs landskommun
- Velinga landskommun

### Från 1 oktober 1942
- Tidaholms stad

Vartofta härad:
- Acklinga landskommun
- Agnetorps landskommun
- Baltaks landskommun
- Brandstorps landskommun
- Daretorps landskommun
- Fridene landskommun
- Fröjereds landskommun
- Hömbs landskommun
- Korsberga landskommun
- Kungslena landskommun
- Varvs landskommun
- Velinga landskommun

### Från 1 januari 1952
- Dimbo landskommun
- Fröjereds landskommun
- Fågelås landskommun
- Hökensås landskommun
- Tidaholms stad